# Luža, Trebnje
Luža je naselje v občini Trebnje.
Luža je gručasto naselje na hribu s starejšimi hišami razporejenimi okoli nekdanje vaške luže, po starem izročilu nekdanje grajske lokve, kjer so v preteklosti napajali živino. Teren je kraški, a kljub temu rodoviten z nekaj njivskimi površinami: Hrib, Devce, Gmajnica, Zatopolje, na jugu pa prevladuje bukov gozd Gmajna. V preteklosti je prevladovala mesna živinoreja tik pred koncem druge svetovne vojne pa je bil del naselja požgan.